# Maylandia mbenjii
Maylandia mbenjii (Syn.: Metriaclima mbenjii) ist eine Buntbarschart, die endemisch im Felslitoral der Mbenji-Inseln im malawischen Abschnitt des ostafrikanischen Malawisees vorkommt.

## Merkmale
Maylandia mbenjii wird 11 cm lang und hat eine typische Mbuna-Gestalt. Die meisten geschlechtsreifen Männchen sind metallisch hellblau mit sechs bis acht Querbändern und einem weißen Bauch. Oberhalb der Augen ist der Kopf hellblau mit zwei blaugrauen Bändern zwischen den Augen, unterhalb ist er blaugrau. Auf den Kiemendeckeln findet sich ein grüner Fleck. Die Kehle ist weiß. Die Rückenflosse ist orange bis rötlich mit weißblauen Flossenmembranspitzen. In der Schwanzflosse sind die Flossenstrahlen blau, die Flossenmembranen orange. Die Afterflossenstrahlen sind blau. Ihre Flossenmembranen sind zum Rumpf hin orange, in der Mitte transparent und am Rand blau. Auf der hinteren Afterflosse befinden sich drei bis acht gelbe Eiflecke. Der Bauchflossen sind hellblau, der vordere Flossenstrahl ist intensiv gefärbt, die übrige Flosse eher transparent. Weibchen sind dunkelbraun mit 6 bis 8 Querstreifen, haben einem grauen Bauch, grüne Bänder zwischen den Augen und hellbraune Flossen. 
Neben der gerade beschriebenen Normalmorphe sind bei dieser Art orangefarbene O-Morphen und orange-schwarz gefleckte OB-Morphen bekannt. Bei der OB-Morphe ist die obere Körperhälfte weitgehend orange, die untere ist sehr hell weiß-bläulich gefärbt. Die Schuppen besitzen orangefarbene Ränder, die auf der oberen Körperhälfte breit und auf der unteren schmal sind. Außerdem sind Kopf und Rumpf durch große schwärzliche bis dunkelblaue Flecke gemustert.
Von Maylandia greshakei unterscheiden sich die Männchen der blauen Normalmorphe von Maylandia mbenjii lediglich durch den stumpferen Kopf und die nicht so intensiv gefärbte Schwanzflosse.
Die Kiefer sind mit zwei bis vier Zahnreihen besetzt. Die Zähne der äußersten Zahnreihe sind meist zweispitzig, einige hinten liegende sind einspitzig. Die Zähne der inneren Zahnreihen sind dreispitzig. Auf dem ersten Kiemenbogen sitzen 11 bis 13 Kiemenrechen auf der Ceratobranchiale, 2 bis 3 auf der Epibranchiale und eine zwischen diesen Kiemenbogenelementen.
- Flossenformel: Dorsale XVII–XVIII/8–10, Anale III/6–8, Pektorale 12–14.
- Schuppenformel: SL 30–32.

Wie fast alle Malawiseebuntbarsche und alle Mbuna ist Maylandia mbenjii ein ovophiler Maulbrüter, bei dem das Weibchen die Brutpflege übernimmt.